# Chulas y famosas
Chulas y famosas es una novela del fallecido escritor español Terenci Moix. Fue publicada por la editorial Planeta en 1999. Su título se inspira en la película Ricas y famosas de George Cukor.
La obra fue la tercera tras Garras de astracán (1991) y Mujercísimas (1995) en la que el autor se centraba en los comportamientos de las mujeres de su época, ocupándose en esta ocasión en diseccionar en clave de humor a los personajes habituales de la prensa rosa y los programas de la telebasura denunciando la frivolidad que se estaba apoderando de la sociedad española.
La pretensión Moix fue la de retratar dicha sociedad desde "la mofa, el escarnio que ella misma engendra".